# Cannagara himerodes
Cannagara himerodes là một loài bướm đêm trong họ Geometridae.